# 에너지 저장

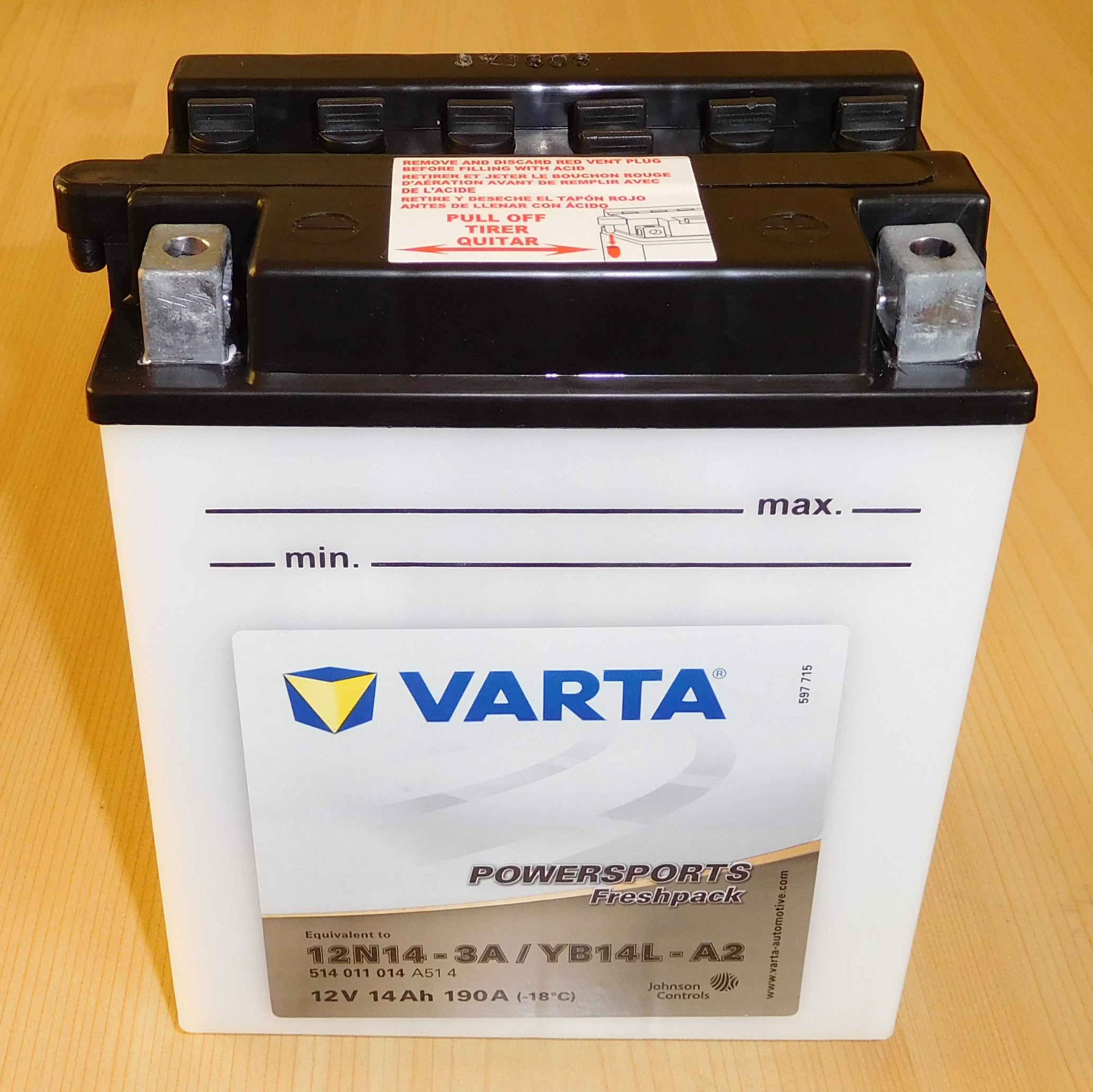

에너지 저장(영어: Energy storage)은 장치 혹은 물리적 매체를 이용하여 에너지를 나중에 사용하기 위해 저장하는 것을 말한다. 이에 쓰이는 장치를 축압기라고 하고, 더 넓은 범위의 체계 전체를 에너지 저장 시스템(Energy Storage System, ESS)라고 한다. 일반 가정에서 사용하는 건전지나 전자제품에 사용하는 소형 배터리도 전기에너지를 다른에너지 형태로 변환하여 저장할 수 있지만 이런 소규모 전력저장장치를 ESS라고 말하지는 않고, 냉동탑차 등에서 일반적으로 수백 kWH 이상의 전력을 저장하는 단독 시스템을 ESS라고 부른다.

## 에너지 저장 장치
에너지 저장 장치의 기능은 다음과 같다.
- 전력계통에서 발전, 송배전, 수용가에 설치되어 운영
- 주파수 조정(Frequency Regulation)
- 신재생발전기 출력 안정화
- 첨두부하 저감(Peak Shaving)
- 부하평준화(Load Leveling)
- 비상전원

### 저장방식
- 물리적 에너지저장: 양수발전과 압축공기저장, 플라이휠 등
- 화학적 에너지저장: 배터리 형식의 ESS를 BESS(Battery Energy Storage System)이라고 하며, 흔히 ESS라고 하면 BESS를 말한다.
  - 리튬이온배터리
  - 납축전지
  - 플로우배터리
  - NaS 전지
  - 바나듐 이온 배터리[1]

### 재활용
- UBESS(Used Battery Energy Storage System): 전기차에서 수명을 다한 배터리를 에너지 저장 장치로 재활용하는 시스템을 말한다.[2]

## 같이 보기
- 효율적인 에너지 이용
- 동력
- 재생 가능 에너지